# Liolaemus anomalus
Espèce
Synonymes
- Phrynosaura werneri Müller, 1928

Statut de conservation UICN

 LC  : Préoccupation mineure
Liolaemus anomalus est une espèce de sauriens de la famille des Liolaemidae.

## Répartition et habitat
Cette espèce est endémique d'Argentine. Elle se rencontre dans les provinces de La Pampa, de La Rioja et de San Juan. On la trouve entre 400 et 1 400 m d'altitude. Elle vit dans des zones très arides avec un sol salé et parsemé de végétation.

## Description
C'est un saurien ovipare.

## Publication originale
- Koslowsky, 1896 : Sobre algunos Reptiles de Patagonia y otras regiones Argentinas. Revista del Museo de La Plata, vol. 7, p. 447-457 (texte intégral).